# 奧田美和子
奧田美和子（日语：奥田 美和子，1982年2月13日—），日本女歌手。本名相同。出身於鳥取縣米子市。2008年至2011年間別名奧田活動。身高156.5cm。AB型血。

## 人物
- 在幼兒園時期就開始希望能成為歌手，自我表現慾強，而且漸漸擅長和別人交流。
- 興趣：格鬥技觀戰、卡拉OK、運動
- 喜歡的食物：燒肉、起司、梅干、海藻類、嚼食（不是嚼食就沒有興趣，對辣食苦手）
- 喜歡的顏色：青色
- 小時候還曾經夢想當歌手、獸醫、老師。學生時期在作文裡寫道「我也要像鯥五郎（日语：畑正憲）先生一樣，在我的家鄉大山建立一個王國」，表明喜歡小動物。
- 當了歌手後，與相同出身地、同屆的熊谷尚武（日语：熊谷尚武）（前KUMACHI（日语：KUMACHI））、星村麻衣（日语：星村麻衣）（奧田出身於鳥取縣米子市，星村出身於鳥取縣松江市）、同年同月出生的鈴木由紀（日语：鈴木ゆき (歌手)）（前YeLLOW Generation（日语：YeLLOW Generation））都曾經是研音月之203號室（日语：月の203号室）所屬。與奧田出身地相同的大黑美和子（日语：大黒美和子）也曾經跟她加入月之203號室，而且同年出生（但是奧田比大黑美和子早3個月出生，所以早大黑1年入學）。還有，2人本名都叫“美和子”，前往東京之後就作為互相勉勵的好友以歌手為目標努力，即使兩方來到東京發展已經超過10年，也仍依然保持聯繫（像是一起吃飯或唱卡拉OK）。

值得一提的是，奧田暱稱大黑叫，而大黑暱稱奧田叫，因為當時2008年到2011年是以「奧田」的名義進行活動，所以藝名是反的。
此外，和其它不同的經紀公司和唱片公司的傳田真央，同樣屬於研音的演員蓼沼千晶、岩下貴子與石川伸一郎、音樂製作人戶倉弘智、松浦晃久等人都有深交。
- 喜歡的話：「謝謝」
- 尊敬的人：家人

## 來歷
- 高中入學前被同學邀請擔任樂隊主唱。她的嗓音被看了LIVE的音樂工作者選中，以此為契機就在米子北高等學校（日语：米子北高等学校）第一學年年末退學。
- 2000年2月2日，以本名「奧田美和子」的名義，以大江千里（日语：大江千里 (アーティスト)）負責編曲的單曲《水滴》（與富士電視台電視動畫《麻辣教師GTO》的片尾主題曲作為商業合作）首次在Sony Music Records出道。這一年她發行了兩張單曲（10月1日，DefSTAR RECORDS重製再次發行）。
- 2001年，找不到自己唱歌的感覺[2]，於是停止活動。
- 2002年活動休止中，讀了芥川獎得主柳美里（日语：柳美里）的原作小說《命（日语：命 (映画)）》而深受感動，寫信給柳美里本人[3]。透過柳美里為她填詞和負責視覺效果的製作，重啟了對唱歌的熱情，恢復正常活動。
- 2003年，轉到BMG JAPAN（現Ariola Japan（日语：アリオラジャパン）），並於11月5日發行第3張單曲《藍天的盡頭》。同時被用作TBS電視劇《不良少年回母校（日语：ヤンキー母校に帰る#テレビドラマ）》的主題曲，創下了20萬張的銷售量，成為當時熱門的作品。
- 2004年3月5日，在日本放送電台節目《柳美里與奧田美和子的All Night-NIPPON（日语：オールナイトニッポン）》裡與柳美里共同演出。
- 2005年5月25日，以已經發行的第6張單曲《在雨和夢之後》為契機，在朝日電視台音樂節目《MUSIC STATION》在「Young Guns」的單元中演出，以及在電視劇《在雨和夢之後》（第7話）中客串等許多媒體出演。

6月22日，從2000年出道開始在約5年4個月後，首張個人專輯《二人》發行。
6月29日，於第一次舉辦個人演唱會後，也積極持續參加現場演出。
- 2006年8月30日，第8張單曲《BORN》發行。這作品柳美里並沒有參加製作，自己參與歌曲填詞等樂曲製作。

發行了8張單曲和2張專輯之後，與所屬唱片公司研音的合同到期。
在這之後，她的官方網站上的日記停止更新，告知2008年3月31日的官方網站的日記已關閉（與BMG JAPAN的合同到期），一時活動休止。
- 2008年，藝名改為“奧田”。

同年12月3日，單曲「Buster」發行，是由前YELLOW MONKEY的吉他手菊地英昭負責企劃製作和合作的120％的自由解放項目《brainchild's》的第一彈。同時，她也恢復活動。
- 2009年，在音倉唱片的支持下，推出了改名後的首枚附帶DVD的單曲「君手」。

“奧田”名義合輯等在內的3張單曲、1張專輯，都以限定發佈的方式發行。
- 2011年2月23日，自身第一枚精選輯《GOLDEN☆BEST 奧田美和子》發行。這是她的黃金精選（日语：ゴールデン☆ベスト）系列之一，選曲者是奧田本人，在她的官方網站和部落格也有告知。非官方專輯（所謂非官方就是唱片公司的企劃盤），而是作為Sony Music Direct[a]官方精選專輯發行。
- 2012年，恢復使用本名“奧田美和子”，轉到日本Crown（日语：日本クラウン）。2月8日，第一首翻唱歌曲「和人生乾杯！」發行。並積極地進行現場演唱會和簽名會和握手會等活動。
- 2013年11月9日，在音倉唱片主辦的活動『音之倉ep4』作為嘉賓出席。出道之前已經和天野月認識，在這隨後的13年以來又再次重逢，彼此也聊了很多事。

值得一提的是，奧田之所以出現在『音之倉ep4』的理由，作為音倉唱片主辦活動的社長戶倉弘智說，這是因為16年前與奧田出道的試鏡日期是同一天。
12月1日，期間限定團體“奧田美和子和天野月”的活動開始。
- 2015年12月4日，在部落格上宣布已經訂婚和懷孕（6個月）[5]。
- 2016年4月5日，長女誕生[6]。2018年，宣布再次懷孕。

## 與柳美里的關係
- 與柳美里2人交流，一開始是2001年奧田與唱片公司DefSTAR RECORDS解除契約後，2002年活動休止期間閱讀了柳美里的小說《命》。
- 當初，研音所屬時期的奧田，透過負責小說《命》的小學館的工作人員，請求柳美里擔任企劃製作。由於她正在撫養孩子，同時在朝日新聞執筆刊載「八月的結局」，所以拒絕了奧田的請求。之後，奧田寫信給柳美里，描述自己當了歌手的經歷及對這首歌的背景和想法，最後，柳美里被此信的內容感動，決定擔任製作。而決定擔任製作的動機是「（閱讀了信件的內容之後）認為失落的感覺彼此相似」，並表示「我只有寫作，只能選擇奧田美和子的歌」[7]。
- 兩人首次見面是在2002年7月22日於橫濱地標大廈的活動上[8]。奧田也在現場直接唱了幾首翻唱歌曲。
- 柳美里完成任何歌曲時都是先填詞再作曲。至於填詞的過程，首先，奧田將自己未經整理以前寄給柳美里的手寫信件或者是電子信件，接著，柳美里從那裡感覺到的圖像套用在歌詞上，作為「對奧田小姐的答覆[9]」。

尤其是她自身的第4張雙A面單曲《歌理由/鳥消》，到目前為止，是根據本人帶有實際經驗的信件內容之精簡版。
而柳美里本身堅持這一政策，對奧田沒有主觀印象，為了能有客觀的見解執行企劃製作，不會在私下場合找她開會。

## 音樂性
- 由大江千里所擔當企劃製作的歌曲主要是抒情流行歌曲（如奧田自身的出道歌曲《水滴》曲中也包含了“敘事”），但是在柳美里擔任企劃製作之後發佈的作品中均以抒情歌曲為主，內容結合了由樂團的搖滾樂、以及鋼琴和弦樂器等多種聲音。
- 從出道一直到柳美里還沒擔任她的企劃製作之前，本身就沒有直接參與音樂的製作，但是自2006年單曲「love you」與Marhy共同填詞之後，自己也開始參與填詞創作。
- 在視覺方面，從2003年亮相的《藍天的盡頭》到2004年亮相的《夢》為止，奧田幾乎低調展開促銷宣傳活動。因為當時她用的照片都是用瀏海隱藏面部表情，而在PV中都未露出面部表情。但是在《夢》之後，她逐步在CD封套的照片和PV中露面，從2005年的《在雨和夢之後》開始，在電視和現場活動公開露面的場合中加了視覺效果。

關於這一點，本人表示本來想先聽歌的，由於她重視於自己的演唱和柳美里的填詞，因此在視覺上已經退去。

## 音樂作品

### 奧田美和子名義

#### 單曲
| 枚數 | 發行日期      | 單曲名稱（日文名稱）      | 規格名稱     |
| ---- | ------------- | ------------------------- | ------------ |
| 1st  | 2000年2月2日  | 水滴（しずく）                  | DFCZ-1015    |
| 2nd  | 2000年6月21日 | tsu-ki                    | DFCZ-1021    |
| 3rd  | 2003年11月5日 | 藍天的盡頭（）            | BVCR-19612   |
| 4th  | 2004年3月3日  | 歌理由/鳥消               | BVCR-19619   |
| 5th  | 2004年9月22日 | 夢                        | BVCR-19634   |
| 6th  | 2005年5月25日 | 在雨和夢之後（雨と夢のあとに）          | BVCR-19646   |
| 7th  | 2005年9月7日  | 生                        | BVCR-19657   |
| 8th  | 2006年8月30日 | BORN/love you             | BVCR-19978   |
| 9th  | 2012年2月8日  | 和人生乾杯！/for you…（） | CRCN-1593    |
| 10th | 2014年10月8日 | 我在這裡（ここにいる）              | 網路發佈限定 |

#### 專輯
| 枚數 | 發行日期      | 專輯名稱               | 規格名稱                                                    |
| ---- | ------------- | ---------------------- | ----------------------------------------------------------- |
| 1st  | 2005年6月22日 | 二人                   | BVCR-11071                                                  |
| 2nd  | 2006年9月6日  | 君想 (CD+DVD) 君想     | BVCR-18073 ～ BVCR-18074（初回限定盤） BVCR-11091（通常盤） |
| Best | 2011年2月23日 | GOLDEN☆BEST 奧田美和子 | MHCL-1857                                                   |

### 奧田名義

#### 單曲
| 枚數 | 發行日期      | 單曲名稱 | 規格名稱  |
| ---- | ------------- | --- | --------- |
| 1st  | 2009年2月25日 | 君手 （CD+DVD） | COCO-0001 |
| 合輯 | 2009年7月7日  | COCOON EP（CD+DVD） - CD 1. 菊地美幸「fade.」 2. 田「」 3. 「三日月」 4. ｍａｙｕ「忘却果」 - DVD 1. 田「」PV 2. 菊地美幸「fade.」PV 3. ｍａｙｕ「忘却果」PV 4. 東川 「三日月」PV | COCO-0003 |

#### brainchild's參加作品
| 枚數    | 發行日期      | 名稱         | 規格編號 |
| ------- | ------------- | ------------ | -------- |
| 1st單曲 | 2008年12月3日 | Buster       | BMC-1001 |
| 1st專輯 | 2009年9月9日  | brainchild's | BMP-2001 |

### 奧田美和子與天野月名義
| 枚數    | 發行日期      | 名稱            | 規格編號                                |
| ------- | ------------- | --------------- | --------------------------------------- |
| 1st單曲 | 2014年2月12日 | 無限 （CD+DVD） | KURA-0050（通常盤） KURA-0051（限定盤） |

## 商業搭配
| 曲名         | 商業搭配                                                                   |
| 水滴         | 富士電視台電視動畫《麻辣教師GTO》片尾主題曲                                |
| tsu-ki       | TBS音樂節目《CDTV》2000年6月份片尾主題曲                                   |
| 藍天的盡頭   | TBS電視劇《不良少年回母校》主題歌                                          |
| 夢           | 東寶電影《感染》主題歌                                                     |
| 在雨和夢之後 | 朝日電視台電視劇《在雨和夢之後》主題歌                                     |
| 在雨和夢之後 | 演劇集團Caramelbox2006 SUMMER TOUR《在雨和夢之後》主題歌                   |
| 生           | Y's Policy發行電影《歐者》主題歌                                           |
| BORN         | WOWOW開台15週年紀念動畫《雙面騎士 ～Le Chevalier D'Eon～》片頭主題曲       |
| love you     | 東京電視台綜藝節目《突如其來的結婚生活》片頭主題曲                         |
| 和人生乾杯！ | 神樂酒造《本格酎 》廣告歌曲                                                |
| 和人生乾杯！ | 夏威夷檀香山 AM 1210 Kzoo Radio《Get Athlete the way to London》片頭主題曲 |
| for you…     | 夏威夷檀香山 AM 1210 Kzoo Radio《Get Athlete the way to London》片尾主題曲 |
| 無限         | TBS情報節目《活！》2014年2月～3月片頭主題曲                                |

## 腳註

## 相關項目
- 大江千里（日语：大江千里 (アーティスト)）
- 柳美里（日语：柳美里）
- 菊地英昭（日语：菊地英昭）
- 天野月

## 外部連結
- 奧田美和子官方網站 （日語）[]
- 奧田美和子官方個人部落格 Powered by Ameba （页面存档备份，存于） （日語）
- 奧田美和子的X（前Twitter） （日語）
- 音倉唱片オ公式官網 （页面存档备份，存于） （日語）
- 音倉 發佈Label COCOON官方網站 （日語）
- brainchild's官方網站 （页面存档备份，存于） （日語）
- 日本Crown 奧田美和子歌手資訊頁面 （页面存档备份，存于） （日語）
- Ariola Japan 奧田美和子歌手資訊頁面 （页面存档备份，存于）（更新終了） （日語）